# Dwarspeiling
De dwarspeiling op een zeilschip wordt gebruikt om een 90 graden hoek te voorspellen, vooral gebruikt om te weten waar je uitkomt wanneer je overstag gaat. Een dwarspeiling maak je door een lijn dwars op het schip te nemen, aan de loefzijde van je schip (arm uitsteken). Wanneer je het punt ‘aanwijst’ waar je heen wilt, kun je overstag. Na de overstag zal je merken dat je er recht op afvaart. Dat komt doordat de hoek tussen aan de wind over de ene boeg en aan de wind over de andere boeg ongeveer 90 graden is. Bij een lange afstand tussen de boot en het punt neem je hem achterlijker dan dwars, bij een heel korte afstand voorlijker dan dwars.